# Prisciliano Sánchez Padilla
Prisciliano Sánchez Padilla (Ahuacatlán, Nayarit, 4 de enero de 1783 - Guadalajara, Jalisco, 30 de diciembre de 1826) fue el primer gobernador constitucional del estado de Jalisco (México), diputado anteriormente, simpatizaba con las ideas independentistas y consideraba benéfico que los estados pudiesen regirse por sí mismos. Se ha llegado a citar las obras de Benjamin Constant, como determinantes para lo que posteriormente serían sus tesis de separación Iglesia-Estado.

## Primeros años
Nació el 4 de enero de 1783 en Ahuacatlán, Nayarit que entonces formaba parte de Nueva Galicia y que actualmente forma parte del Estado de Nayarit. Realizó sus primeros estudios de manera autodidacta en su ciudad natal. El 7 de noviembre de 1806 recibió el certificado en Filosofía y Letras. Después decide estudiar Derecho canónico, en la Universidad de Guadalajara, en la que aprueba y obtiene el grado de bachiller en leyes el 17 de agosto de 1810.

## Independencia de México
Fue alcalde, regidor, síndico y director de correos en Compostela,y Nayarit. Convocó a elecciones para el Congreso el 26 de agosto de 1824 resultó elegido Prisciliano Sánchez Padilla como diputado, y como gobernador el general Luis Quintanar.
Tomó posesión como primer Gobernador Constitucional del Estado el 8 de enero de 1825, realizó reformas en materia de Hacienda, instrucción escolar, seguridad pública y relaciones con la Iglesia.

## Vida personal
Estuvo casado dos veces: la primera con Guadalupe Cosío, de la cual enviudó sin descendencia y la segunda con Guadalupe Durán, a quien dejó viuda. Tuvo un hermano y su patrimonio fue muy austero. Su acta de defunción no se encuentra en El Sagrario, quizás por las diferencias que había tenido con la Iglesia. Fue un hombre sensato, singular por sus ideas y sentimientos de libertad y proyectos para la perfección y beneficencia social.

## Últimos días
El 30 de diciembre de 1826 muere a causa de un cáncer en tercera etapa, todavía siendo gobernador del estado. Fue sepultado en una fosa del cementerio del Hospital de Belén de la ciudad de Guadalajara. El Congreso integró una comisión para asistir a las honras fúnebres y el 30 de abril de 1827, se aprobó el decreto 96 declarándolo «Patria Patri» de Jalisco. También se ordenó que un retrato del fallecido gobernante estuviese en el Salón de Sesiones del Congreso y años después se dispuso que lo tuvieran todas las oficinas públicas del Estado. Dice el maestro Cuevas que los restos de Prisciliano Sánchez no se han encontrado.